# Водяний ослик зрячий
Водяний ослик зрячий (Asellus aquaticus) — вид амфібіонтів з роду Водяний ослик родини Водяні ослики. Має 3 підвиди.

## Опис
Загальна довжина досягає 1–2 см. Спостерігається статевий диморфізм: самці набагато більші за самиць. Це непримітна тварина з пласким членистим тілом брудно-сірого кольору, дещо схожа на наземних мокриць. Має зяброві пластинки у вигляді задніх пар ніг, що перетворені у дихальний апарат. Кожна ніжка складається з двох лопатей: верхня, більш ніжна, служить для обміну газів, нижня, більш міцна, утворює захисну кришечку. Захисне забарвлення гармонує із загальним тоном місць перебування.

## Спосіб життя

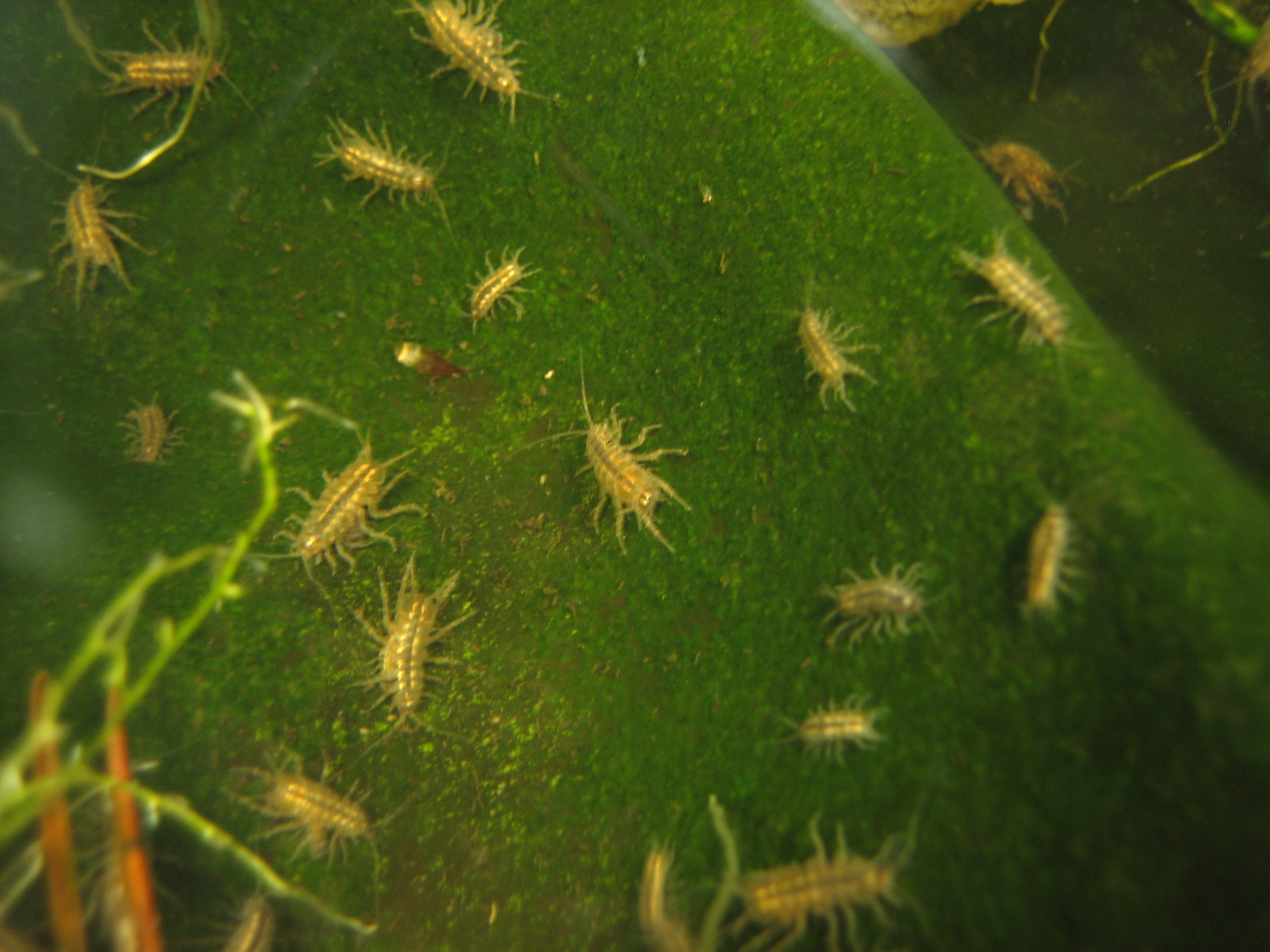
Водяні ослики у природному середовищі

Трапляється на дні стоячих водойм, де повзає між відмерлими частинами рослин. У нього відсутні органи захисту, дуже повільна істота, рятується тим, що нерухомо тримається серед гниючих рослинних залишків, на яких їх важко помітити. Інший спосіб захисту — автотомія: будучи схваченим, ослик досить легко відкидає кінцівки. Відірвані кінцівки згодом відростають — регенерують. Активний вночі. Живиться рослинами, серед яких живе.
Статева зрілість настає у 2 місяці. Розмноження відбувається з травня до серпня. Копуляція продовжується тривалий час. Після запліднення самці й самиці розходяться, в останньої утворюється на черевній стороні своєрідний кошик, що наповнено яйцями й має вид зеленуватого здуття. Тут яйця розвиваються й утворюється молодь у вигляді цілком сформованих рачків, загалом схожих на дорослих. Вони можуть самостійно рухатися і виходять через щілину з кошика. Самиця відкладає від 20 до 200 яєць. Молодь залишає кошик через 3—6 тижнів.
Тривалість життя до 1 року.
Ворогами водяного ослика зрячого є риби, хижі личинки комах, водяні скорпіони.

## Розповсюдження
Мешкає в Європі, зокрема на півночі України, та Північній Америці.

## Підвиди
- Asellus aquaticus carniolicus
- Asellus aquaticus cavernicolus
- Asellus aquaticus cyclobranchialis